# Église Saint-Étienne du Mas-d'Azil
Pour les articles homonymes, voir Église Saint-Étienne.
L'église Saint-Étienne du Mas-d'Azil est une église du XVIIe siècle située sur la commune du Mas-d'Azil, dans le département de l'Ariège, en France.

## Description
En partie insérée dans divers bâtiments, c'est une église qui se singularise par un clocher octogonal sur une base carrée, terminé en forme de bulbe couvert en ardoises, le seul en Ariège avec celui de l'église Saint-Barthélémy de Caumont.

## Localisation
Elle se trouve à 287 m d'altitude, au centre du bourg, en face du Musée de préhistoire.

## Historique
L'église est érigée en 1673 sur les ruines de l'ancienne abbaye bénédictine influente dès le haut Moyen Âge rasée au XVIe siècle. À cette époque des guerres de Religion, la ville, haut-lieu du protestantisme, a été en grande partie détruite lors d'épisodes militaires et notamment durant le siège de la ville en 1625 par l'armée royale commandée par le maréchal de Thémines, qui échouera.  
Le clocher à bulbe fait l'objet d'une inscription au titre des monuments historiques par arrêté du 17 avril 1950.

## Galerie

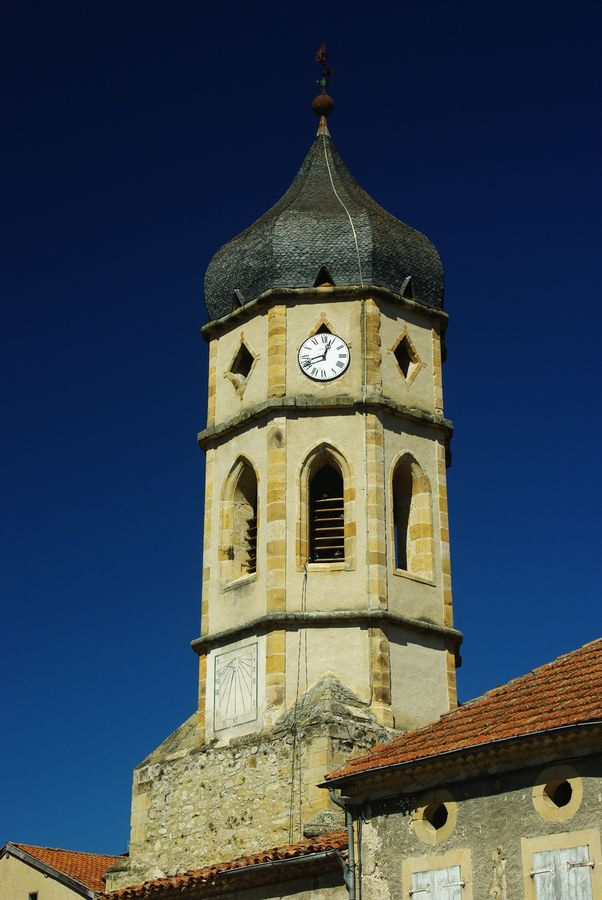
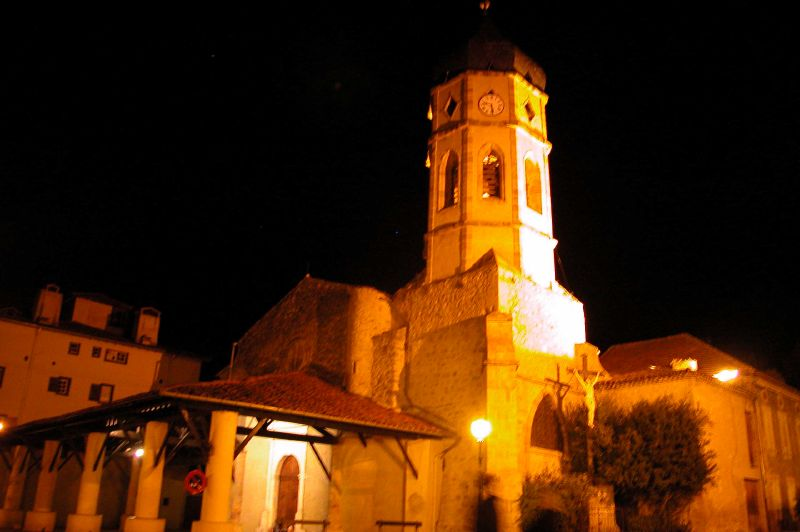
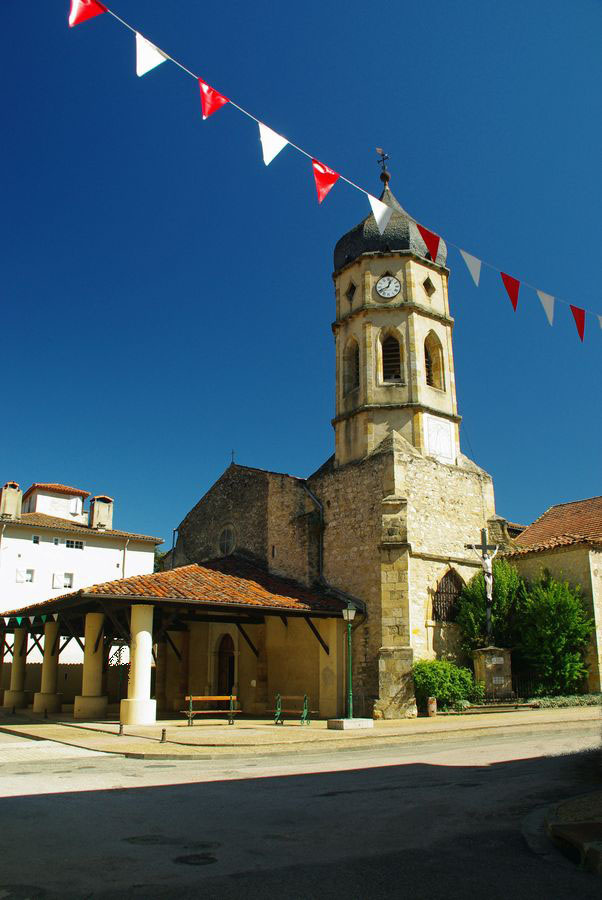

## Mobilier

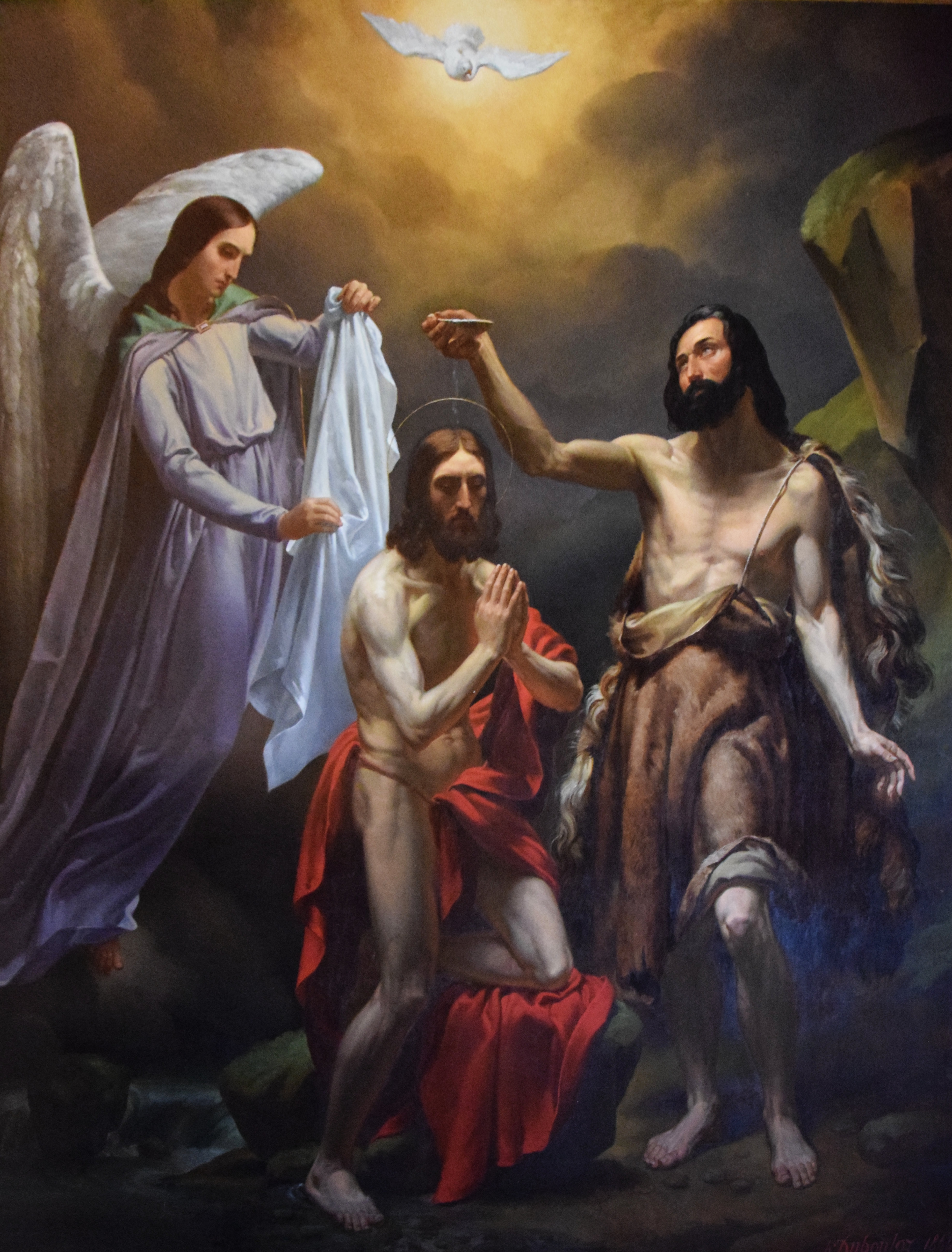
Le Baptême du Christ avec ange.

La base Palissy inventorie et décrit un tableau Le Baptême du Christ avec ange, peinture à l'huile sur toile de Jean Auguste Dubouloz (1844).

## Valorisation du patrimoine
L'association des amis de l'église Saint-Étienne du Mas-d'Azil organise concerts et expositions en différentes occasions.